# Турнов
Турнов (чеськ. Turnov, нім. Turnau) — місто в Чехії, розташоване на півночі країни на річці Їзера, яка поділяє населений пункт на дві частини; популярне місце туризму. засноване в 1272 році.
Населення — 14,5 тис. мешканців (2006).
У місті народився філософ-феноменолог Ян Паточка (1907–1977).

## Візит української капели
У травні 1919-го в місті з концертом побувала Українська Республіканська Капела під керівництвом Олександра Кошиця. Окрім того диригент в Турнові перебував на оздоровленні у місцевому готелі «Бенди». Кошиць згадує цей населений пункт як «малесеньке провінціяльне містечко». У той час хористи «цілими днями купалися» в місцевій річці й пили молоко з ферм. Репетиції капели проходили у турновському залі «Соколовня».
Кошиць описує: «Околиці його на диво прекрасні. Навкруги розкинулись романтичні гори з руїнами старих лицарських замків ХІІ-го, XIV-го століть. Розкішні поля й зелені ліси завше затягнуті синім серпанком. Повітря — як вино. Прямо на схід, з лівого боку, синіє «Ліса гора», коло неї простяглась зелена долина з прямими дорогами, обсадженими овочевими деревами. По ній розкинулись багаті економії й гарнесенькі, чистенькі домики; з правого боку на величезних стрімких скелях — руїни замку «Вальдштейн», які бачили ще Яна Жижку та тридцятилітні релігійні війни Європи. Тут цілком збереглась каплиця замку і скілька заль, які висять над страшним проваллям, а вікнами дивляться на десятки верств чудової околиці. В них до цього часу ще збереглись деякі речі для домашнього вжитку, що вражають своєю суворою простотою і дитячою наївністю».
Ще далі на схід, за спогадами Олександра Кошиця, ялинковими лісами вкриті скелі «Миша Дзюра», а за ними на високій горі руїни іншої фортеці — Троски.